# Phyllogomphoides danieli
Phyllogomphoides danieli – gatunek ważki z rodziny gadziogłówkowatych (Gomphidae). Występuje na terenie Ameryki Środkowej.